# クロード・E・クリートン
クロード・エドウィン・クリートン（Claud Edwin Cleeton、1907年12月11日 – 1997年4月16日）は米国の物理学者。
ニール・H・ウィリアムズとアンモニアのマイクロ波分光法による分析を行い、この方法が分光法の発展に大きく寄与する画期的な業績となった。さらに、この研究でマイクロ波を応用したことで、レーダーの最終的な開発につながる基礎となっていった。

## 経歴
1935年、ミシガン大学にいたウィリアムズのもとで、「波長1.1cmの電磁波とアンモニアの吸収スペクトル」という論文で博士号を取得した。
クリートンとウィリアムズの1934年の論文は260回以上引用され、マイクロ波分光法の発展にとって重要なものであった。

## 業績
博士号を取得した後、クリートンは海軍に就職し、第二次世界大戦中はアメリカ海軍調査研究所に所属してレーダーシステムの改良に努めた。戦後は、ソビエト連邦の人工衛星を探知する宇宙監視システムを考案・開発した。

## 受賞・受章・栄典
戦時中の活躍が認められ、1946年にハリー・トルーマンから大統領功労賞を、翌年には民間功労賞を授与された。
1969年に海軍研究所を退職した後、海軍殊勲市民賞、1993年にはIEEEマイクロ波パイオニア賞を受賞した。また、15の電子機器に関する発明で特許を取得し、技術雑誌に多数の論文を執筆した。

## 引退と死
引退後は、株取引の本を書いたり、独学でコンピュータの使い方を学んだりした。
クリートンは、ワシントン州ベルビューのファースト・ユナイテッド・メソジスト教会に入り、コンピュータ・プログラムを書いて、教会の帳簿を管理していた。さらに、株式分析のためのコンピューター・プログラムも開発した。
1997年4月16日、心不全のために89歳で死去した。クリートンは、66年間連れ添った妻メアリー・エレン、2人の娘スー・ギルディとサラ・カカレーに囲まれていた。

## 著書
- Claud E. Cleeton, The Art of Independent Investing, Pearson Education Limited, 1976, ISBN 0-13-047290-5
- Claud E. Cleeton, Strategies for the Option Trader, Wiley & Sons Limited, 1979, ISBN 0-471-04973-5